# Alexandru al II-lea al Rusiei
Alexandru (Aleksandr) al II-lea Nicolaevici (rusă: Александр II Николаевич) (n. 17/29 aprilie 1818, Small Nicholas Palace⁠(d), Gubernia Moscova⁠(d), Imperiul Rus – d. 1/13 martie 1881, Sankt Petersburg, Imperiul Rus), fiul lui Nicolae I al Rusiei, a fost Țarul (Împăratul) Rusiei de la 2 martie 1855 și până la asasinarea sa în 1881. De asemenea, a fost și Mare Duce al Finlandei și a revendicat titlul de rege al Poloniei.

## Tinerețea
Născut în 1818, Alexandru a fost fiul cel mare al Țarului Nicolae I al Rusiei și al Charlottei a Prusiei, fiica lui Frederick William al III-lea al Prusiei și a Louisei de Mecklenburg-Strelitz. Până a urcat pe tronul Rusiei la vârsta de 37 de ani, Alexandru a dat puține semne legate de potențialul său de lider.
În perioada vieții sale de moștenitor al tronului, atmosfera intelectuală din St. Petersburg era nefavorabilă oricărei schimbări, libertatea de gândire și inițiativele particulare erau suprimate energic. Critica autorităților era considerată un delict grav. Totuși, la 26 de ani după ce Alexandru a implementat schimbările pe care le-a dorit, a fost asasinat în public de o organizație teroristă, Narodnaya Volya.
Educația sa ca viitor Țar a fost realizată sub supravegherea unui poet liberal romantic și talentat translator, Vasili Zhukovsky. Presupusa lui lipsă de interes pentru treburile militare detectate de istoricii de mai târziu ar putea fi doar reflecția sa cu privire la rezultatele pentru propria sa familie și întreg spiritul țării creat de războiul din Crimeea.

Neobișnuit pentru acele vremuri, tânărul Alexandru a făcut un tur al Rusiei de șase luni vizitând 20 de provincii ale țării. De asemenea, a vizitat multe țări vest europene. Ca țarevici, Alexandru a devenit primul moștenitor Romanov care a vizitat Siberia.

## Domnia
Alexandru al II-lea a urcat pe tron la moartea tatălui său în 1855. Primul său an de domnie a fost dedicat urmărilor războiului din Crimeea, a eșecului negocierilor de pace de la Sevastopol conduse de consilierul său de încredere, prințul Alexandru Gorchakov. Țarul se gândea că Rusia era epuizată și umilită de război. Încurajat de opinia publică, Alexandru al II-lea a început o serie de reforme radicale. 
Puterea autocrată era acum în mâinile unei persoane cu o gândire flexibilă, suficient de prudentă și practică. Totuși, creșterea mișcării revoluționare "de stânga" a clasei educate a condus la un sfârșit abrupt pentru reformele lui Alexandru când a fost asasinat în 1881. Au existat mai multe tentative de asasinat a țarului (1866, 1873, 1880).
Este cunoscut drept "Țarul Eliberator", pentru decretele prin care i-a emancipat pe șerbi. Arhitectul politicii sale a fost Nicolai Alexeievici Miliutin.

## Căsătorie și copii
La 16 aprilie 1841, la vârsta de 23 de ani, țareviciul Alexandru s-a căsătorit cu prințesa Maria de Hesse la St Petersburg, mai târziu cunoscută în Rusia ca Maria Alexandrovna. 
Alexandru al II-lea și Maria Alexandrovna au avut opt copii:
- Marea Ducesă Alexandra Alexandrovna (30 august 1842-10 iulie 1849) alintată Lina, a murit de meningită la vârsta de șase ani
- Țareviciul Nicolae Alexandrovich (20 septembrie 1843-24 april 1865), logodit cu Dagmar a Danemarcei
- Alexandru al III-lea (10 martie 1845-1 noiembrie 1894), căsătorit în 1866 cu Dagmar a Danemarcei (Maria Feodorovna); au avut moștenitori
- Marele Duce Vladimir Alexandrovich (22 aprilie 1847-17 februarie 1909), căsătorit în 1874 cu Maria de Mecklenburg-Schwerin (Maria Pavlovna); au avut moștenitori
- Marele Duce Alexei Alexandrovich (14 ianuarie 1850-14 noiembrie 1908)
- Marea Ducesă Maria Alexandrovna (17 octombrie 1853-20 octombrie 1920) căsătorită în 1874 cu Alfred, Duce de Saxa-Coburg și Gotha; au avut moștenitori
- Marele Duce Serghei Alexandrovich (29 aprilie 1857-4 februarie 1905), căsătorit în 1884 cu Elisabeth de Hesse (Elizabeth Feodorovna)
- Marele Duce Paul Alexandrovich (3 octombrie 1860-24 ianuarie 1919), căsătorit în 1889 cu Alexandra a Greciei (Alexandra Georgievna); au avut moștenitori - a doua căsătorie în 1902 cu Olga Valerianovna Karnovich-Palii; au avut moștenitori (Vladimir, Irina și Natalia)

Alexandru a avut mai multe metrese în timpul căsătoriei și a fost tatăl a 7 copii nelegitimi. Printre aceștia:
- Antoinette Bayer (20 iunie 1856-24 ianuarie 1948) cu metresa sa Wilhelmine Bayer;
- Michael-Bogdan Oginski (10 octombrie 1848-25 martie 1909) cu metresa sa contesa Olga Kalinowski (~1820-1899); și
- Joseph Raboxicz.

La 6 iulie 1880, la mai puțin de o lună de la moartea țarinei Maria, Alexandru a făcut o căsătorie morganatică cu metresa sa prințesa Catherine Dolgorukov cu care avea deja patru copii:
- George Alexandrovich Romanov Yurievsky (12 mai 1872-13 septembrie 1913). S-a căsătorit cu contesa Alexandra Zarnekau și au avut moștenitori. Mai târziu au divorțat.
- Olga Alexandrovna Romanov Yurievsky (7 noiembrie 1874-10 august 1925). S-a căsătorit cu contele Georg Nikolaus de Nassau.
- Boris Alexandrovich Yurievsky (23 februarie 1876 - 11 aprilie 1876).
- Catherine Alexandrovna Romanov Yurievsky (9 septembrie 1878-22 decembrie 1959) Primul ei soț a fost al 23-lea prinț Alexander Alexandrovich Bariatinski, (1870 - 1910) fiul celui de-al 22-lea prinț Alexander Vladimirovich Bariatinski, (1848 - 1909). Al doilea soț a fost prințul Serge Obolensky. Mai târziu au divorțat.

## Cronologie
A înfăptuit reforma agrară din 1861 prin care erau eliberați țăranii de șerbie și aveau dreptul să cumpere pământul pe care îl munceau (cu termen de plată în 49 de ani). Din cauza opoziției moșierimii, reforma a devenit un compromis care rima enorm cu eșecul: țăranii nu erau nici mai fericiți, nici n-o duceau mai bine în urma reformei de abolire a iobăgiei, fapt care se pare că l-a convins pe Alexandru, cu puțin timp înainte de asasinarea lui, să admită finalmente cererea insistentă a societății și chiar a unei părți a nobilimii de adâncire a reformelor, prin înființarea unui parlament (Duma). După eliberarea din iobăgie, țăranii au rămas în medie cu 30% mai puțin pământ spre cultivare, decât înaintea Edictului.
A continuat politica de cuceriri:
- 1858–anexează ținutul Amuriei, care aparținea Chinei
- 1859–supune Caucazul de răsărit, după un război care a durat aproape 50 de ani
- 1863–înăbușește răscoala din Polonia, urmată de represalii sângeroase
- 1864–supune Caucazul de apus
- 1865–cucerește Tașkentul
- 1867–cucerește Turkestanul
- 1868–cucerește Samarkandul și Buhara
- 1873 și 1876–cucerește hanatele Hivei și Kokand, din Asia Centrală
- 1877–1878–poartă războiul ruso-turc.
- 1853 - 1856 - Razboiul Crimeii

În martie 1881 este asasinat de anarhiști.